# Плато-де-Д'єс
Плато-де-Д'єс (фр. Plateau de Diesse) — громада  в Швейцарії в кантоні Берн, адміністративний округ Бернська Юра.

## Географія
Громада розташована на відстані близько 30 км на північний захід від Берна.
Плато-де-Д'єс має площу 25,6 км², з яких на 6,9% дозволяється будівництво (житлове та будівництво доріг), 48,8% використовуються в сільськогосподарських цілях, 44,2% зайнято лісами, 0,1% не є продуктивними (річки, льодовики або гори).

## Демографія
2019 року в громаді мешкало 2028 осіб (+0,1% порівняно з 2010 роком), іноземців було 8,1%. Густота населення становила 79 осіб/км².
За віковим діапазоном населення розподілялося таким чином: 20,7% — особи молодші 20 років, 58,2% — особи у віці 20—64 років, 21,2% — особи у віці 65 років та старші. Було 865 помешкань (у середньому 2,3 особи в помешканні).
Із загальної кількості 388 працюючих 78 було зайнятих в первинному секторі, 79 — в обробній промисловості, 231 — в галузі послуг.